# Bandyci i aniołki
Bandyci i aniołki (ang. Outlaws And Angels) – western, dramat filmowy z 2016 w reżyserii JT Mollner’a.
Western miał swoją premierę na festiwalu filmów – Sundance Film Festival.

## Fabuła
W 1887 w Chuchillo, w Nowym Meksyku, dochodzi do brutalnego napadu na bank, w którym ginie między innymi burmistrz. W pościg za grupą bandytów wyruszają „łowcy nagród” na czele z Josiah’em (Luke Wilson).
Uciekający przed pościgiem przestępcy, którym przewodzi Henry (Chad Michael Murray), próbują dostać się wraz z pieniędzmi w bezpieczne miejsce poza granicę Stanów Zjednoczonych. Po drodze trafiają na położoną na zupełnym pustkowiu farmę – zamieszkałą przez bogobojną rodzinę Tildonów. Wraz ze zbliżającym się wieczorem, postanawiają się do niej zakraść, by się pożywić i spędzić tam noc. Z upływem czasu na jaw wychodzą mroczne sekrety, a sytuacje przybierają nieoczekiwany kierunek.

## Obsada
- Chad Michael Murray jako Henry
- Keith Loneker jako Mały Joe
- Nathan Russell jako Charles
- Luke Wilson jako Josiah
- Frances Fisher jako Esther
- Ben Browder jako George Tildon
- Teri Polo jako Ada Tildon
- Francesca Eastwood jako Florence Tildon
- Madisen Beaty jako Charlotte Tildon

i inni

## Produkcja
Film kręcono w Santa Fe, w stanie Nowy Meksyk, w Stanach Zjednoczonych.